# عکامیه
عکامیه روستای کوچکی از توابع شهر دبا الفجیره در نوار ساحلی کرانهٔ
دریای عمان از توابع امارت فجیره از امارات هفتگانه دولت امارات متحده عربی واقع شده‌است.

## جمعیت
جمعیت روستا در حدود ۸۷ نفر (۲۱ خانوار) می‌باشند که از اهل سنت و مالکی مذهب هستند.
شغل عمدهٔ مردم روستا کشاورز است. بعضی از مردم نیز دام خانه‌ای نیز دارند.